# انحياز نسبة السجية
انحياز نسبة السجية أو تحيز إنساب الصفات (بالإنجليزية: Trait ascription bias) هو ميل الأشخاص إلى النظر إلى أنفسهم بشكل متغير نسبيا من حيث الشخصية والسلوك والمزاج، بينما يرون غيرهم بشكل أكثر ثباتا في صفاتهم الشخصية ويمكن التنبؤ برد فعلهم في المواقف مختلفة. وعلى نحو أكثر تحديدا، هو الميل إلى وصف أن يصف الشخص سلوكه هو في ضوء العوامل الظرفية، في حين يصف سلوك الآخرين في ضوء السمات الثابتة لشخصيتهم. وقد يحدث ذلك لأن الحالة الداخلية الخاصة بالفرد تكون أكثر وضوحا وإتاحية عن الحالة النفسية للآخرين.
ويلعب هذا الانحياز الإنسابي بشكل حدسي دورا في تشكيل وبقاء الصور النمطية والتحاملات، جنبا إلى جانب مع تأثير السلبية. ومع ذلك، فإن السمات الوصفية والنماذج القائمة على السمات الشخصية لا تزال مثار خلاف في علم النفس الحديث وبحوث العلوم الاجتماعية.

## نظرة عامة
كان انحياز نسب الصفات والانحياز المعرفي المرتبط به موضوع بحث نشط لأكثر من ثلاثة عقود. وكما العديد من الانحيازات المعرفية الأخرى، يدعم انحياز نسب الصفات مجموعة كبيرة من الأبحاث التجريبية، وقد جرى شرحه ضمن محاور نظرية عدة نشأت في مختلف التخصصات. ومن هذه المحاور كانت نظرية العزو (المتعلقة بكيفية تفكير الأشخاص بأسباب الأحداث المرصودة)، نظريات وصف الشخصية مثل نموذج العوامل الخمسة، والأعمال المتعلقة بالظروف التي تكون فيها تقييمات الشخصية صحيحة. شملت الأعمال التمهيدية لذلك أوراقًا تعود لكل من تيرنر، جونز، كامير، وفوندر. إن إسناد الصفات إلى أشخاص آخرين بشكل غير صحيح بناءً على معلومات أو ملاحظات محدودة يلعب بشكل حدسي دورًا في تكوين وإدامة بعض الظواهر الاجتماعية كالصور النمطية والتحامل. على هذا النحو، فإن طرق التخفيف من تأثير إنساب الصفات في تقييم الشخصية خارج المختبر هي محور اهتمام علماء الاجتماع أيضًا. تمتلك نظريات اعتماد السمات في وصف الشخصية، وفي الواقع فكرة السمات العامة الدائمة نفسها، جاذبية طبيعية. ينتقد بعض الباحثين وجودها خارج المختبر ويقدمون نتائجًا حول نسب الصفات -وبالتالي انحياز إنساب الصفات- على أنها مجرد بقايا من المنهجيات المستخدمة تاريخيًا «للكشف عنها». يعتمد النقد إما على عدم وجود سمات شخصية (على عكس نموذج العوامل الخمسة)، أو اقتراح تفسيرات متباينة للنتائج وآليات بديلة للعزو، مما يحد من نطاق العمل حول ذلك.

## الأدلة
تأتي الأدلة التجريبية التي تدعم نسب الصفات والآليات النفسية التي تقوم عليها من مجموعة متنوعة من البحوث في علم النفس والعلوم الاجتماعية.

### الممثل والمراقب
كان جونز ونيسبت من أوائل من يجادلون بأن الناس متحيزون في الطريقة التي يميلون فيها إلى نسب الصفات والتصرفات للآخرين دون أن ينسبوها إلى أنفسهم. بالاعتماد على المثال الكلاسيكي للطالب الذي يفسر أداءه السيئ للمشرف (قد يصدق المشرف سطحيًا تفسيرات الطالب، ولكنه يعتقد حقًا أن الأداء السيئ يرجع إلى «الصفات الدائمة المتوقعة»: نقص الإمكانيات، الكسل، التقصير، إلخ) تشكل حجة تحيز الفاعل- المراقب أساس النقاش حول تحيز نسب الصفات.

### كامير وآخرون
في دراسة أجريت عام 1982 شملت ستة وخمسون طالبًا في علم النفس من جامعة بيليفيلد، أثبت كامير وآخرون أن الأشخاص قاموا بوصف الصفات الخاصة بهم بشكل مختلف عما هو متوقع لنحو 20 صفة -لتكون أعلى بكثير من أقرانهم. أشار العمل السابق لجونز ونيسبت  إلى أن الناس يصفون سلوك الآخرين بصفات متوقعة دائمة، بينما ينظرون إلى سلوكهم كنتاج للعوامل الظرفية المعقدة. افترض كامير -بناءً على العمل السابق- أن حكم الشخص على سلوكياته أقل اتساقًا (أي ليس كما يتم التنبؤ به) ولكن بحدة أعلى (فيما يتعلق بسمات معينة) من سلوك الآخرين. جعلت التجربة كل طالب يصف نفسه وكذلك صديقًا له من نفس الجنس باستخدام قائمتين متطابقتين من المصطلحات الوصفية للسمات. على سبيل المثال بالنسبة لسمة الهيمنة: سُئل الطالب أولاً «بشكل عام، إلى أي مدى أنت مسيطر؟» ثم «ما مدى اختلافك من موقف إلى آخر في مدى هيمنتك؟» دعمت نتائج كامير بقوة فرضيته.

### «سمة» عزو الصفات
يبحث عمل ديفيد سي فوندر حول «سمة» عزو الصفات الشخصية مستقصيًا سيكولوجية الأفراد الذين يميلون إلى عدم منح الآخرين الاختلاف (أي غير المتوقع) الذي يمنحونه لأنفسهم، بدلاً من ذلك يفضلون نسب الصفات واستنتاج التفسيرات السلوكية. لقد ثبت بشكل عام عزو الناس سمات أكثر إلى الآخرين أكثر من أنفسهم (تحيز الممثل- المراقب)، ولكن فرضية فوندر كانت أن بعض الأفراد يميلون أكثر إلى نسب الصفات للآخرين بغض النظر عمن يصفون. قام ثلاثة وستون من الطلاب الجامعيين -في التجربة- بملء سلسلة من استبيانات طلبت منهم وصف أنفسهم، أفضل صديق لهم، وأحد معارفهم. وضع المشاركون في التجربة أوصافًا من بين عشرين زوج من الصفات المتضاربة (مثل «ودود غير ودود») على مقياس منفصل، أو اختاروا تلك الصفات اعتمادًا على الموقف، وهذا الأمر أبعد المشاركون في التجربة عن نسب صفات متوقعة. أشار التقييم من طرف ثالث إلى وجود ترابط بين بعض سمات الشخصية السلبية بأولئك الذين يميلون إلى عزو الصفات إلى الآخرين، بينما ترابطت سمات مثل «ساحرة» و «مثيرة للاهتمام» و «متعاطفة»  مع أولئك الذين فضلوا عدم نسب الصفات. تتفق هذه النتيجة مع نوع الشخصية المرتبطة عادةً بتعزيز الصور النمطية والتحامل.

## الأساس النظري
يُذكَر تحيز نسب الصفات بنتائج تجريبية في مختلف التخصصات، وعلى الأخص في علم النفس وعلم النفس الاجتماعي، ومع ذلك لا يزال تفسير آلية هذا الانحياز يمثل مشكلةً مثيرةً للجدل في نظرية أدب وصف الشخصية.

### عقلية بحسب الظروف (الإرشاد المتوفر)
وضع تفرسكي وكانيمان إرشادًا معرفيًا يقترح إصدار الأشخاص للأحكام (خاصّةً فيما يتعلق بشخصيات الآخرين [14]) بناءً على المعرفة المتوفرة لديهم حول الأمر حينها أو مدى سهولة تذكرهم للصفات التي قد يعزونها لهؤلاء الأشخاص. [15] [16] قد يبدو هذا متسقًا مع حجج جونز ونيسبت، [7] ومع نتائج توصّل إليها آخرون؛ [1] [8] بأن الناس ينسبون سماتٍ أقل للأصدقاء مقارنةً بأحد معارفهم، كما ينسبون صفات أقل لأنفسهم مقارنةً بالأصدقاء، وهذا يعني أنّ سهولة التذكر قد تكون عاملًا متورطًا في ذلك.

### نظرية العزو
يلعب العزو دورًا في كيفية فهم الناس لأسباب سلوك الآخرين، والحكم عليهم، مما يؤثر بدوره في كيفية نسب وإسناد الصفات إلى الآخرين. تهتم نظرية العزو بكيفية الحكم على الأشخاص حيال أسباب سلوكهم، وهي ترتبط بنسب الصفات والتحيزات المتعلقة بالأمر. يمكن أن تساعد نظرية العزو في شرح الآلية التي يختلف فيها الأفراد في إطلاق الأحكام اعتمادًا على صفات متوقعة أو نسبها للظروف المختلفة التي قد يمر بها الشخص.

### عناصر الشخصية الخمسة
يمكن القول بأنَّ عناصر الشخصية الخمسة (أو نموذج العوامل الخمسة) يوفر مجموعة قوية من السمات التي يمكن من خلالها وصف الشخصيات بدقة؛ فهو يدعم الفكرة التي تقترح وجود سمات ثابتة بغض النظر عن الثقافة تؤثر ووتظاهر في السلوك، وإن تم إسنادها بشكل صحيح إلى الأفراد، يمكنها أن تزوّد الممثل بقوة تنبؤية متفوقة على المراقب.

## تخفيف الأثر
يلعب تحيز نسب الصفات، بغض النظر عن الآليات النظرية التي يقوم عليها، دورًا في الظواهر الاجتماعية المختلفة المرصودة على العموم. تشمل الصور النمطية ومواقف التحيز والانحياز للسلبية -من بين أمور أخرى- نسب الصفات إلى الأشخاص الآخرين بناءً على أساس القليل من المعلومات أو حتى دون امتلاك أية معلومات واعتمادًا على الحدس المجرد فقط، وهذا يؤدي إلى تحيز نسب الصفات. على هذا النحو، يهتم بعض الباحثين  بتخفيف أثر الانحيازات المعرفية بهدف التقليل من آثارها السلبية على المجتمع.

## الانتقاد
تلقى تحيز نسب الصفات انتقاداتٍ من جبهاتٍ عدة. جادل البعض بأن وصف السمات، ومفهوم الصفات، هي مجرد بقايا لمنهجية فكرية معينة، وأنّ هذه النتائج -بعكس الحكمة التقليدية- يمكن تحقيقها مع تغييرات بسيطة في التصاميم التجريبية المستخدمة. إضافةً إلى ذلك، يُوجّه الانتقاد للأسس النظرية لانحياز نسب الصفات لفشلها في تحديد القيود والافتراضات المفاهيمية القابلة للمناقشة.